# Moisés Aldape
Moisés Aldape Chávez (* 14. August 1981 in León) ist ein ehemaliger mexikanischer Radrennfahrer.
Moisés Aldape gewann 2004 nach Nachwuchs-Rennen Trofeo Bastianelli. Daraufhin bekam er einen Profivertrag bei dem italienischen Professional Continental Team Ceramiche Panaria-Navigare. In seiner ersten Saison wurde er unter anderem Zweiter bei der Route Adélie hinter Daniele Contrini. 2006 nahm er mit seiner Mannschaft am Giro d’Italia teil. Auf der dritten Etappe eroberte er das Maglia Verde, verlor es aber am nächsten Tag wieder. Außerdem vertrat er sein Land bei den Olympischen Sommerspielen 2008, bei denen er im Straßenrennen Platz 47 belegte.

## Teams
- 2005 Ceramiche Panaria
- 2006 Ceramiche Panaria
- 2007 Ceramiche Panaria
- 2008 Team Type 1
- 2009 Team Type 1
- 2010 Orven
- 2014 Tennis Stars-Code Guanajuato